# 冰冷熱帶魚
《冰冷熱帶魚》（日語： 冷たい熱帯魚），園子溫執導的日本電影。根據1993年發生的駭人聽聞案件「日本埼玉愛犬家連續殺人事件」改編。是園子溫根據真實案件改編的「房租三部曲」（家賃3部作）的第一部。
2010年9月7日在第67屆威尼斯國際電影節「地平線單元」上首映，隨後在多倫多國際電影節、釜山國際電影節、奧斯陸國際電影節、香港亞洲電影節先後亮相。同年11月27日在日本先行上映，2011年1月29日全面公映。

## 情節
熱帶魚小店店主社本信行（吹越滿 飾）和妻子妙子（神樂坂惠 飾），因為女兒美津子（梶原光 飾）在超級市場偷東西而要趕去超市領人、道歉。超市老闆的朋友村田幸雄（緒方義博 飾）幫忙調解，事情圓滿解決。社本一家都對村田非常感激，然後得知村田也是同行，經營一家大型熱帶魚商店。村田邀請社本一家到他店裡走走，還主動提出讓美津子在他店裡打工，由於村田是社本的恩人，社本不好推卻，加上女兒性格叛逆，只好答應了。
幾天之後，社本被村田叫去他店裡，幫助說服投資者吉田（諏訪太朗 飾）投入一千萬日圓購買村田聲稱從亞馬遜河購入的珍貴熱帶魚。在社本的說明下，原本不放心的吉田終於同意在合同書上簽字。簽了字後的吉田在喝了一杯飲料後突然暴斃，嚇呆了的社本知道自己已經捲入了一個萬劫不復的圈套......

## 演員
- 吹越滿：社本信行
- 緒方義博：村田幸雄
- 黑澤明日香：村田愛子
- 神樂坂惠：社本妙子(社本信行後妻)
- 梶原光：社本美津子
- 渡邊哲：筒井高康(村田家法律顧問)
- 諏訪太朗：吉田昭雄

## 榮譽獎項
- 藍絲帶獎 (電影)：最佳影片
- 第36回報知電影獎：最佳導演（園子温）[2]、最佳男配角（緒方義博）[3]
- 第35回日本電影金像獎：最佳男配角（緒方義博）[4]

## 出典
1. ↑  . cinema today. 2010-11-27  [2012-03-12]. （原始内容存档于2011-12-28）.
2. ↑  . 電影報知. 2011-11-29  [2012-03-12]. （原始内容存档于2012-07-11）.
3. ↑  . 電影報知. 2011-11-29  [2012-03-12]. （原始内容存档于2012-07-17）.
4. ↑  .   [2012-03-12]. （原始内容存档于2013-05-24）.

## 外部連結
- 互联网电影数据库（IMDb）上《冰冷熱帶魚》的资料（英文）
- 爛番茄上《冰冷熱帶魚》的資料（英文）
- 豆瓣电影上《冰冷熱帶魚》的資料 （简体中文）